# Josh Earl
Joshua John Francis Earl, noto semplicemente come Josh Earl (Southport, 24 ottobre 1998), è un calciatore inglese, difensore del Barnsley.

## Carriera
Approdato all'età di 9 anni al Preston N.E., percorre tutta la trafila delle giovanili del club biancoblu fino al marzo 2017 quanado viene prestato per alcuni mesi al Lancaster City, club di settima divisione. La stagione seguente viene promosso in prima squadra ed il 19 agosto 2017 fa il suo esordio fra i professionisti in occasione dell'incontro di Championship vinto 1-0 contro il Reading.
Il 3 agosto 2019 viene prestato al Bolton per sei mesi; il giorno stesso debutta nel match di Football League One perso 2-0 contro il Wycombe, ma viene sostituito dopo quindici minuti per un infortunio che lo terrà ai box per quasi tre mesi. Termina la sua avventura con i Trotters collezionando 11 presenze fra campionato e coppe.
Il 13 gennaio 2020 viene prestato all'Ipswich Town fino al termine della stagione; viene da subito utilizzato con continuità ma a causa dello stop ai campionati per via della pandemia di COVID-19 rientra in anticipo dopo solamente 7 incontri.
Inizialmente confermato dal Preston per la stagione 2020-2021, gioca pochi incontri nella prima metà di stagione per poi passare in prestito al Burton Albion il 1º febbraio 2021.
Rientrato al Preston si guadagna fin da subito una maglia da titolare ed il 2 ottobre realizza la sua prima rete in carriera nella trasferta persa 3-2 contro il QPR.

## Statistiche

### Presenze e reti nei club
Statistiche aggiornate al 25 ottobre 2021.
| Stagione        | Squadra         | Campionato      | Campionato | Campionato | Coppe nazionali | Coppe nazionali | Coppe nazionali | Coppe continentali | Coppe continentali | Coppe continentali | Altre coppe | Altre coppe | Altre coppe | Totale | Totale |
| Stagione        | Squadra         | Comp            | Pres       | Reti       | Comp            | Pres            | Reti            | Comp               | Pres               | Reti               | Comp        | Pres        | Reti        | Pres   | Reti   |
| --------------- | --------------- | --------------- | ---------- | ---------- | --------------- | --------------- | --------------- | ------------------ | ------------------ | ------------------ | ----------- | ----------- | ----------- | ------ | ------ |
| 2017-2018       | Preston N.E.    | FLC             | 19         | 0          | FACup+CdL       | 1+0             | 0               |                    | -                  | -                  |             | -           | -           | 20     | 0      |
| 2018-2019       | Preston N.E.    | FLC             | 14         | 0          | FACup+CdL       | 0+2             | 0               |                    | -                  | -                  |             | -           | -           | 16     | 0      |
| 2019-gen. 2020  | Bolton          | FL1             | 9          | 0          | FACup+CdL       | 1+0             | 0               |                    | -                  | -                  | EFL Trophy  | 1           | 0           | 11     | 0      |
| gen.-giu. 2020  | Ipswich Town    | FL1             | 7          | 0          | FACup+CdL       | 0               | 0               |                    | -                  | -                  | EFL Trophy  | 0           | 0           | 7      | 0      |
| 2020-gen. 2021  | Preston N.E.    | FLC             | 5          | 0          | FACup+CdL       | 1+1             | 0               |                    | -                  | -                  |             | -           | -           | 7      | 0      |
| gen.-giu. 2021  | Burton Albion   | FL1             | 8          | 0          | FACup+CdL       | 0               | 0               |                    | -                  | -                  | EFL Trophy  | 0           | 0           | 8      | 0      |
| 2021-2022       | Preston N.E.    | FLC             | 12         | 1          | FACup+CdL       | 0               | 0               |                    | -                  | -                  |             | -           | -           | 12     | 1      |
| Totale carriera | Totale carriera | Totale carriera | 74         | 1          |                 | 6               | 0               |                    | -                  | -                  |             | 1           | 0           | 81     | 1      |